# John Hopkins (pilote moto)
Pour les articles homonymes, voir John Hopkins et Hopkins.
John Hopkins, né le 22 mai 1983 à Ramona, est un pilote de vitesse moto américain.

## Biographie
Après avoir débuté en motocross, il passe à la piste en 1999. Dès 2002, il participe au championnat du monde de vitesse, sur une Yamaha 500 cm3 2 temps pour la première saison des 4 temps (ou MotoGP). 
Il signe chez Suzuki la saison suivante en 2003. Il passera 5 ans au sein de cette marque avant de signer avec Kawasaki en 2008. Le retrait de Kawasaki du championnat MotoGP en 2009 le prive de championnat. Il part alors pour le Superbike chez l'équipe Stiggy Racing Honda mais cette dernière jette l'éponge en cours de saison. Il est pressenti pour participer au championnat MotoGP 2010 mais le projet n'étant pas au point, rien ne se concrétise. John Hopkins participe alors au championnat Superbike AMA aux États-Unis. 
Il est actuellement engagé comme pilote remplaçant chez l'équipe Suzuki Rizzla dans la catégorie reine bien que son engagement pour la saison 2011 en Superbike anglais soit la priorité. Il remplacera toutefois Alvaro Bautista lors du Grand prix de Jerez, toujours pour Suzuki.

## Palmarès
- 1 pole position et 4 podiums en motoGP
- En 2007, il se classe 4e du championnat du monde motoGP